# Laurencekirk
Laurencekirk est une ville de l’Aberdeenshire, en Écosse.